# Julian Knowle
Julian Knowle (Lauterach, 29 april 1974) is een Oostenrijkse tennisspeler die uitsluitend nog in het dubbelspel actief is.
Knowle speelt sinds 1992 professioneel tennis en schreef sindsdien dertien ATP-toernooien in het dubbelspel op zijn naam. In 2007 won hij samen met Simon Aspelin het dubbelspel van de US Open door in de finale het Tsjechische duo Lukáš Dlouhý/Pavel Vízner met 7-5, 6-4 te verslaan. In 2010 stond Knowle op Roland Garros met Jaroslava Sjvedova in de gemengddubbelfinale. Deze ging met 6-4, 7-6(5), [11-9] verloren tegen Katarina Srebotnik en Nenad Zimonjić.

## Palmares
| Legenda                       | Legenda               |
| ----------------------------- | --------------------- |
| Grand Slam                    |                       |
| Olympische Spelen             |                       |
| tot 2009                      | vanaf 2009            |
| Tennis Masters Cup            | ATP Finals            |
| ATP Masters Series            | ATP Tour Masters 1000 |
| ATP International Series Gold | ATP Tour 500          |
| ATP International Series      | ATP Tour 250          |

### Enkelspel
| Nr.                  | Datum            | Toernooi | Ondergrond | Tegenstander in finale | Score    | Details |
| -------------------- | ---------------- | -------- | ---------- | ---------------------- | -------- | ------- |
| Gewonnen challengers |                  |          |            |                        |          |         |
| 1.                   | 14 maart 1999    | Kyoto    |            |                        |          |         |
| 2.                   | 19 augustus 2001 | Graz     | Hardcourt  | Yuri Schukin           | 6-3, 6-2 |         |

### Dubbelspel
| Nr.                               | Datum             | Toernooi                     | Ondergrond    | Partner            | Tegenstanders in finale                | Score               | Details |
| --------------------------------- | ----------------- | ---------------------------- | ------------- | ------------------ | -------------------------------------- | ------------------- | ------- |
| Gewonnen finales heren dubbel     |                   |                              |               |                    |                                        |                     |         |
| 1.                                | 17 februari 2002  | ATP Kopenhagen               | Hardcourt (i) | Michael Kohlmann   | Jiří Novák Radek Štěpánek              | 7-6(8), 7-5         | Details |
| 2.                                | 21 juli 2002      | ATP Umag                     | Gravel        | František Čermák   | Albert Portas Fernando Vicente         | 6-4, 6-4            | Details |
| 3.                                | 5 januari 2003    | ATP Chennai                  | Hardcourt     | Michael Kohlmann   | František Čermák Leoš Friedl           | 7-6(1), 7-6(3)      | Details |
| 4.                                | 26 oktober 2003   | ATP Sint-Petersburg          | Hardcourt (i) | Nenad Zimonjić     | Michael Kohlmann Rainer Schüttler      | 7-6(1), 6-3         | Details |
| 5.                                | 1 mei 2005        | ATP München                  | Gravel        | Mario Ančić        | Florian Mayer Alexander Waske          | 6-3, 1-6, 6-3       | Details |
| 6.                                | 30 oktober 2005   | ATP Sint-Petersburg          | Tapijt        | Jürgen Melzer      | Jonas Björkman Maks Mirni              | 4-6, 7-5, 7-5       | Details |
| 7.                                | 30 april 2006     | ATP Casablanca               | Gravel        | Jürgen Melzer      | Michael Kohlmann Alexander Waske       | 6-3, 6-4            | Details |
| 8.                                | 26 mei 2007       | ATP Pörtschach am Wörthersee | Gravel        | Simon Aspelin      | Leoš Friedl David Škoch                | 7-6(6), 5-7, [10-5] | Details |
| 9.                                | 17 juni 2007      | ATP Halle                    | Gras          | Simon Aspelin      | Fabrice Santoro Nenad Zimonjić         | 6-4, 7-6(5)         | Details |
| 10.                               | 15 juli 2007      | ATP Båstad                   | Gravel        | Simon Aspelin      | Martín García Sebastián Prieto         | 6-2, 6-4            | Details |
| 11.                               | 7 september 2007  | US Open                      | Hardcourt     | Simon Aspelin      | Lukáš Dlouhý Pavel Vízner              | 7-5, 6-4            | Details |
| 12.                               | 29 augustus 2009  | ATP New Haven                | Hardcourt     | Jürgen Melzer      | Bruno Soares Kevin Ullyett             | 6-4, 7-6            | Details |
| 13.                               | 11 oktober 2009   | ATP Tokio                    | Hardcourt     | Jürgen Melzer      | Ross Hutchins Jordan Kerr              | 6-2, 5-7, [10-8]    | Details |
| 14.                               | 28 juli 2012      | ATP Kitzbühel                | Gravel        | František Čermák   | Dustin Brown Paul Hanley               | 7-64, 3-6, [12-10]  | Details |
| 15.                               | 10 februari 2013  | ATP Zagreb                   | Hardcourt (I) | Filip Polášek      | Ivan Dodig Mate Pavić                  | 6-3, 6-3            | Details |
| 16.                               | 23 juli 2017      | ATP Båstad                   | Gravel        | Philipp Petzschner | Sander Arends Matwé Middelkoop         | 6-2, 3-6, [10-7]    | Details |
| Verloren finales heren dubbel     |                   |                              |               |                    |                                        |                     |         |
| 1.                                | 5 mei 2002        | ATP Mallorca                 | Gravel        | Michael Kohlmann   | Mahesh Bhupathi Leander Paes           | 2-6, 4-6            | Details |
| 2.                                | 2 maart 2003      | ATP Kopenhagen               | Hardcourt (i) | Michael Kohlmann   | Tomáš Cibulec Pavel Vízner             | 5-7, 7-5, 2-6       | Details |
| 3.                                | 13 juli 2003      | ATP Newport                  | Gras          | Jürgen Melzer      | Jordan Kerr David Macpherson           | 6-7(4), 3-6         | Details |
| 4.                                | 2 mei 2004        | ATP München                  | Gravel        | Nenad Zimonjić     | James Blake Mark Merklein              | 4-6, 2-6            | Details |
| 5.                                | 3 juli 2004       | Wimbledon                    | Gras          | Nenad Zimonjić     | Jonas Björkman Todd Woodbridge         | 1-6, 4-6, 6-4, 4-6  | Details |
| 6.                                | 10 april 2006     | ATP Houston                  | Gravel        | Jürgen Melzer      | Michael Kohlmann Alexander Waske       | 7-5, 4-6, [5-10]    | Details |
| 7.                                | 2 oktober 2006    | ATP Metz                     | Hardcourt (i) | Jürgen Melzer      | Richard Gasquet Fabrice Santoro        | 6-3, 1-6, [9-11]    | Details |
| 8.                                | 9 oktober 2006    | ATP Wenen                    | Hardcourt (i) | Jürgen Melzer      | Petr Pála Pavel Vízner                 | 4-6, 6-3, [10-12]   | Details |
| 9.                                | 23 oktober 2006   | ATP Sint-Petersburg          | Tapijt        | Jürgen Melzer      | Simon Aspelin Todd Perry               | 1-6, 6-7(3)         | Details |
| 10.                               | 19 februari 2007  | ATP Memphis                  | Hardcourt (i) | Jürgen Melzer      | Eric Butorac Jamie Murray              | 5-7, 3-6            | Details |
| 11.                               | 17 november 2007  | Tennis Masters Cup           | Hardcourt (i) | Simon Aspelin      | Mark Knowles Daniel Nestor             | 2-6, 3-6            | Details |
| 12.                               | 19 mei 2008       | ATP Pörtschach               | Gravel        | Jürgen Melzer      | Marcelo Melo André Sá                  | 5-7, 7-6, [11-13]   | Details |
| 13.                               | 22 februari 2009  | ATP Marseille                | Hardcourt (i) | Andy Ram           | Arnaud Clément Michaël Llodra          | 6-3, 3-6, [8-10]    | Details |
| 14.                               | 1 november 2009   | ATP Wenen                    | Hardcourt     | Jürgen Melzer      | Łukasz Kubot Oliver Marach             | 6-2, 4-6, [9-11]    | Details |
| 15.                               | 21 februari 2010  | ATP Marseille                | Hardcourt (i) | Robert Lindstedt   | Julien Benneteau Michaël Llodra        | 3-6, 4-6            | Details |
| 16.                               | 25 september 2011 | ATP Boekarest                | Gravel        | David Marrero      | Daniele Bracciali Potito Starace       | 6-3, 4-6, [8-10]    | Details |
| 17.                               | 5 mei 2012        | ATP Estoril                  | Gravel        | David Marrero      | Aisam-ul-Haq Qureshi Jean-Julien Rojer | 5-7, 5-7            | Details |
| 18.                               | 21 oktober 2012   | ATP Wenen                    | Hardcourt (I) | Filip Polášek      | Andre Begemann Martin Emmrich          | 4-6, 6-3, [4-10]    | Details |
| 19.                               | 5 januari 2013    | ATP Doha                     | Hardcourt     | Filip Polášek      | Christopher Kas Philipp Kohlschreiber  | 5-7, 4-6            | Details |
| Gewonnen challengers heren dubbel |                   |                              |               |                    |                                        |                     |         |
| 1.                                | 14 maart 1999     | Kyoto                        |               |                    |                                        |                     |         |
| 2.                                | 15 augustus 1999  | Wenen                        |               |                    |                                        |                     |         |
| 3.                                | 17 september 2000 | Linz                         |               |                    |                                        |                     |         |
| 4.                                | 15 oktober 2000   | Grenoble                     |               |                    |                                        |                     |         |
| 5.                                | 5 november 2000   | Yokohama                     |               |                    |                                        |                     |         |
| 6.                                | 4 februari 2001   | Hamburg                      |               |                    |                                        |                     |         |
| 7.                                | 18 februari 2001  | Lübeck                       |               |                    |                                        |                     |         |
| 8.                                | 4 maart 2001      | Cherbourg                    |               |                    |                                        |                     |         |
| 9.                                | 16 september 2001 | Zabrze                       |               |                    |                                        |                     |         |
| 10.                               | 4 november 2001   | Aken                         |               |                    |                                        |                     |         |
| 11.                               | 25 november 2001  | Caracas                      |               |                    |                                        |                     |         |
| 12.                               | 24 februari 2002  | Andrézieux                   |               |                    |                                        |                     |         |
| 13.                               | 9 maart 2003      | Besançon                     |               |                    |                                        |                     |         |
| 14.                               | 7 december 2003   | Ischgl                       |               |                    |                                        |                     |         |
| 15.                               | 15 augustus 2004  | Graz                         | Hardcourt     | Alexander Peya     | Emilio Benfele Álvarez Josh Goffi      | 6-4, 6-2            |         |
| 16.                               | 5 december 2004   | Milaan                       |               |                    |                                        |                     |         |
| 17.                               | 14 augustus 2005  | Graz                         | Hardcourt     | Alexander Peya     | Johan Landsberg Jean-Claude Scherrer   | 3-6, 6-1, 6-2       |         |

## Prestatietabel
| Legenda | Legenda                          |
| ------- | -------------------------------- |
| g.t.    | geen toernooi gehouden           |
| l.c.    | lagere categorie                 |
| –       | niet deelgenomen                 |
| G       | uitgeschakeld in de groepsfase   |
| 1R      | uitgeschakeld in de eerste ronde |
| 2R      | uitgeschakeld in de tweede ronde |
| 3R      | uitgeschakeld in de derde ronde  |
| 4R      | uitgeschakeld in de vierde ronde |
| KF      | uitgeschakeld in de kwartfinale  |
| HF      | uitgeschakeld in de halve finale |
| F       | de finale verloren               |
| W       | het toernooi gewonnen            |
| w-v     | winst/verlies-balans             |

### Prestatietabel grand slam, enkelspel
| Toernooi        | 2001 | 2002 | 2003 | 2004 |
| --------------- | ---- | ---- | ---- | ---- |
| Australian Open | –    | –    | 2R   | –    |
| Roland Garros   | –    | 1R   | –    | –    |
| Wimbledon       | 1R   | 3R   | –    | 1R   |
| US Open         | –    | 1R   | –    | –    |

### Prestatietabel dubbelspel
| Grandslamtoernooien  |      |      |      |      |      |      |      |      |      |      |      |      |      |      |      |      |      |      |      |      |      |
| Australian Open      | –    | 1R   | 1R   | 2R   | 1R   | 3R   | 3R   | 1R   | 1R   | 1R   | –    | 2R   | 1R   | 1R   | 2R   | 1R   | –    | –    | –    | –    | 1R   |
| Roland Garros        | 3R   | 1R   | 2R   | 2R   | KF   | 3R   | 3R   | 3R   | 2R   | HF   | –    | 1R   | 1R   | 1R   | 2R   | 2R   | 2R   | –    | –    | –    | 1R   |
| Wimbledon            | 1R   | 2R   | 1R   | F    | 3R   | –    | 1R   | 1R   | 1R   | 3R   | 3R   | KF   | KF   | KF   | 2R   | 1R   | 2R   | –    | –    | g.t. |      |
| US Open              | 1R   | 1R   | 2R   | 2R   | 2R   | 2R   | W    | 2R   | 3R   | 1R   | 2R   | KF   | 1R   | 1R   | 1R   | 1R   | 1R   | –    | –    | –    |      |
| ATP Finals           |      |      |      |      |      |      |      |      |      |      |      |      |      |      |      |      |      |      |      |      |      |
| ATP Finals           | –    | –    | –    | –    | –    | –    | F    | –    | –    | –    | –    | –    | –    | –    | –    | –    | –    | –    | –    | –    |      |
| ATP Masters 1000     |      |      |      |      |      |      |      |      |      |      |      |      |      |      |      |      |      |      |      |      |      |
| Indian Wells         | –    | –    | –    | 1R   | 1R   | KF   | HF   | 1R   | 1R   | 1R   | 1R   | –    | –    | –    | –    | –    | –    | –    | –    | g.t. |      |
| Miami                | –    | 3R   | –    | 1R   | 1R   | 1R   | 2R   | KF   | HF   | 1R   | 1R   | –    | 1R   | 1R   | –    | –    | –    | –    | –    | g.t. | –    |
| Monte Carlo          | –    | –    | –    | –    | 1R   | 2R   | HF   | KF   | KF   | 1R   | –    | –    | 1R   | 1R   | –    | –    | –    | –    | –    | g.t. | –    |
| Hamburg              | –    | –    | –    | 2R   | 2R   | 2R   | HF   | KF   | l.c. | l.c. | l.c. | l.c. | l.c. | l.c. | l.c. | l.c. | l.c. | l.c. | l.c. | l.c. | l.c. |
| Madrid               | l.c. | –    | –    | 1R   | –    | –    | KF   | KF   | 1R   | KF   | –    | –    | 2R   | –    | –    | –    | –    | –    | –    | g.t. | –    |
| Rome                 | –    | –    | –    | –    | 1R   | 2R   | 1R   | 2R   | 2R   | 1R   | –    | –    | 1R   | –    | –    | –    | –    | –    | –    | –    | –    |
| Montréal/Toronto     | –    | –    | –    | 2R   | –    | 1R   | 2R   | 2R   | –    | 2R   | –    | –    | –    | –    | –    | –    | –    | –    | –    | g.t. |      |
| Cincinnati           | –    | –    | –    | 1R   | –    | 1R   | KF   | –    | –    | KF   | –    | –    | –    | –    | –    | –    | –    | –    | –    | –    |      |
| Stuttgart            | –    | l.c. | l.c. | l.c. | l.c. | l.c. | l.c. | l.c. | l.c. | l.c. | l.c. | l.c. | l.c. | l.c. | l.c. | l.c. | l.c. | l.c. | l.c. | l.c. |      |
| Shanghai             | l.c. | l.c. | l.c. | l.c. | l.c. | l.c. | l.c. | l.c. | HF   | 1R   | –    | –    | –    | –    | –    | –    | –    | –    | –    | g.t. |      |
| Parijs               | –    | –    | –    | –    | –    | 1R   | HF   | KF   | 2R   | –    | –    | 1R   | –    | –    | –    | –    | –    | –    | –    | –    |      |
| Olympische Spelen    |      |      |      |      |      |      |      |      |      |      |      |      |      |      |      |      |      |      |      |      |      |
| Olympische Spelen    | g.t. | g.t. | g.t. | –    | g.t. | g.t. | g.t. | 2R   | g.t. | g.t. | g.t. | –    | g.t. | g.t. | g.t. | –    | g.t. | g.t. | g.t. | g.t. |      |
| Statistieken         |      |      |      |      |      |      |      |      |      |      |      |      |      |      |      |      |      |      |      |      |      |
| Totaal aantal titels | 0    | 2    | 2    | 0    | 2    | 1    | 4    | 0    | 2    | 0    | 0    | 1    | 2    | 2    | 0    | 0    | 1    | 0    | 0    | 0    | 0    |
| Eindejaarsranking    | 84   | 58   | 38   | 28   | 32   | 23   | 7    | 24   | 21   | 32   | 81   | 37   | 34   | 40   | 51   | 87   | 74   | —    | —    | —    |      |